# 小行星7535
小行星7535（英語：7535）是一颗围绕太阳公转的小行星。1995年11月16日，上田清二、金田宏在钏路市发现了此天体。
这颗小行星的绝对星等为45.26923588335541等。